# For Your Eyes Only (soundtrack)
For Your Eyes Only is de originele soundtrack van de twaalfde James Bond-film van EON Productions uit 1981 met dezelfde naam. Het album werd voor het eerst uitgebracht in 1981 door Liberty Records.
De filmmuziek werd gecomponeerd door Bill Conti en bij de titelsong "For Your Eyes Only" schreef Michael Leeson de teksten. Dit nummer werd gezongen door Sheena Easton. Hiermee is Conti de vijfde componist die de filmmuziek schreef voor een Bondfilm. Conti was ook de dirigent van het orkest. Oorspronkelijk werd de band Blondie benaderd voor het schrijven en uitvoeren van de titelsong, die ze ook schreven en produceerde. Maar dit nummer werd afgewezen door filmproducenten. De producenten van de film gaven echter de voorkeur aan een lied dat geschreven werd door Conti en Leeson en vroegen aan Blondie om dat nummer op te nemen. De band weigerde en vervolgens werd Easton de vervanger voor het nieuwe themalied. De versie van Blondie brachten ze zelf nog wel uit op hun album The Hunter.
In 1981 kwam de soundtrack in de Billboard 200 met hoogste notering, plaats 84. De titelsong werd ook op single uitgebracht en behaalde onder meer de eerste plaats in de Nederlandse Top 40, de vijfde plaats in de Vlaamse Ultratop 50 en de vierde plaats in de Billboard Hot 100.

## Nummers
| Nr. | Titel                                                                 | Duur |
| --- | --------------------------------------------------------------------- | ---- |
| 1   | For Your Eyes Only – Sheena Easton                                    | 3:03 |
| 2   | A Drive in the Country                                                | 2:23 |
| 3   | Take Me Home – Eddie Blair (flugelhorn)                               | 2:29 |
| 4   | Melina's Revenge                                                      | 2:15 |
| 5   | Gonzales Takes a Drive                                                | 3:10 |
| 6   | St. Cyrill's Monastery                                                | 4:33 |
| 7   | Make It Last All Night – Rage                                         | 3:30 |
| 8   | Runaway                                                               | 3:49 |
| 9   | Submarine                                                             | 2:34 |
| 10  | For Your Eyes Only – Derek Watkins (flugelhorn)                       | 1:31 |
| 11  | Cortina                                                               | 1:41 |
| 12  | The P.M. Gets the Bird / For Your Eyes Only (Reprise) – Sheena Easton | 5:00 |

Bonus tracks (Deluxe Edition CD uit 2000)
| 13 | Gunbarrel / Flowers for Teresa / Sinking the St. Georges | 2:54 |
| 14 | Unfinished Business / Bond Meets Kristatos               | 1:53 |
| 15 | Ski....Shoot....Jump....                                 | 5:16 |
| 16 | Goodbye, Countess / No Head for Heights / Dining Alone   | 3:20 |
| 17 | Recovering the ATAC                                      | 2:28 |
| 18 | Sub vs. Sub                                              | 3:16 |
| 19 | Run Them Down / The Climb                                | 2:58 |

Sommige bekende muziekstukken verschijnen ook in de film:
een kort eerbetoon aan John Williams wordt het 'vertrouwde thema van Jaws', gebruikt als een  ongeziene aanvaller op Bond en Melina stuit. 
Bovendien het titelnummer van The Spy Who Loved Me, "Nobody Do It Better", is al vroeg in de film te horen als de melodie als sleutelcode voor een beveiligingsdeur van het Q-lab waarna Bond afsluit met de laatste noten.